# Rachiplusia
Rachiplusia is een geslacht van vlinders van de familie uilen (Noctuidae), uit de onderfamilie Plusiinae.

## Soorten
- R. nu Guenée, 1852
- R. ou Guenée, 1852
- R. virgula Blanchard, 1852